# Edoardo Tresoldi
Edoardo Tresoldi (Cambiago, 1987) è uno scultore italiano. Specializzato nella creazione di installazioni ambientali in rete metallica, ha raggiunto notorietá internazionale grazie alla sua opera di ricostruzione della Basilica paleocristiana di Siponto. Nel 2017 è stato inserito da Forbes nella lista dei più importanti artisti under-30 europei. 

## Biografia

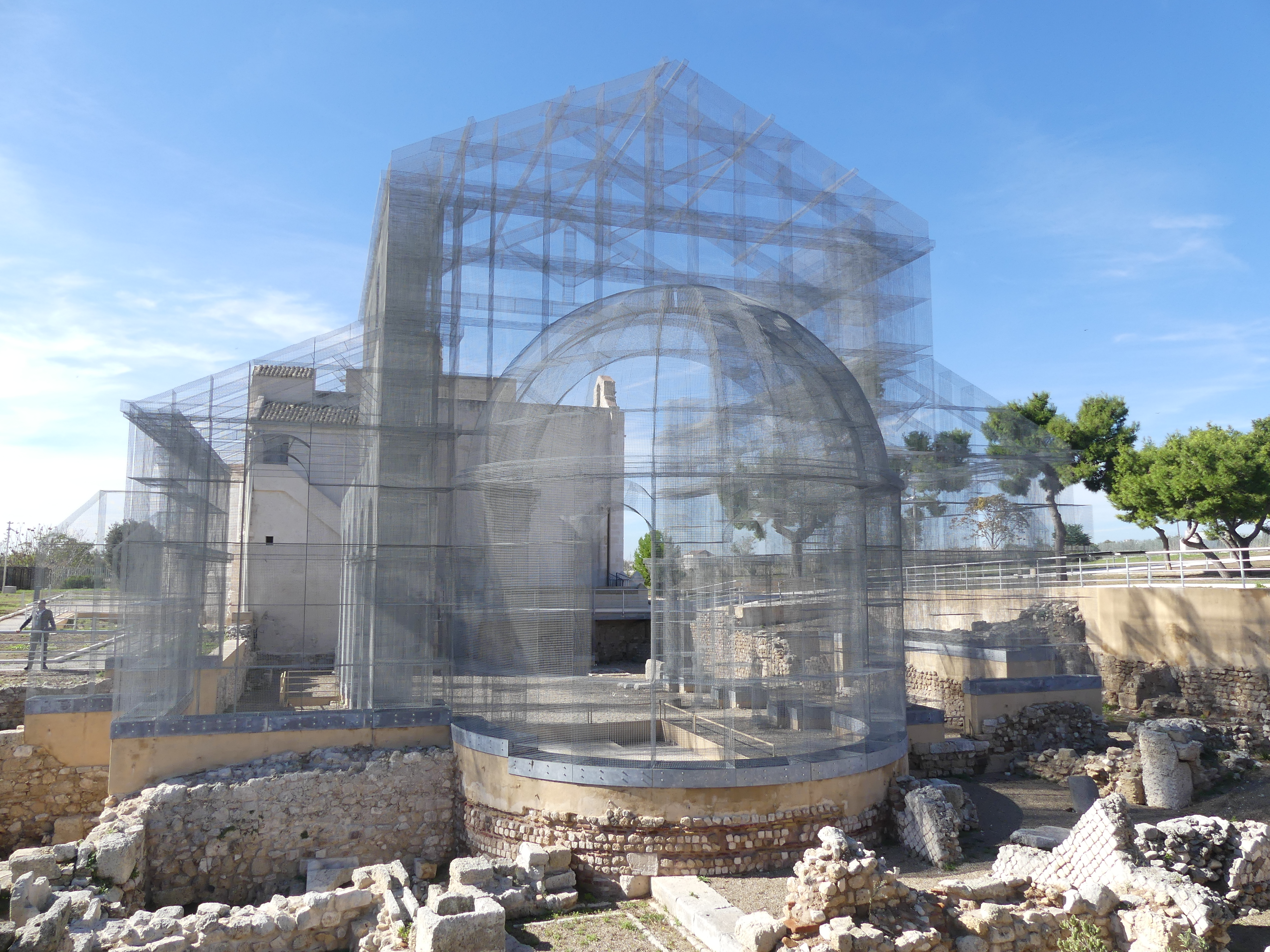
Ricostruzione della basilica paleocristiana di Siponto

Originario di Cambiago, dopo aver frequentato l'Istituto d'arte a Monza, nel 2009 si trasferisce a Roma dove inizia a lavorare come scenografo nel mondo del cinema. A seguito dell'incontro con lo street artist Gonzalo Borondo decide di abbandonare il cinema per dedicarsi alla ricerca di un percorso artistico indipendente. Le sue prime opere sono figure umane realizzate in rete metallica, tecnica che l'artista ha imparato durante l'attività come scenografo.
Nel 2013, in occasione della seconda edizione del Mura Mura Festival di Pizzo Calabro, ha realizzato una delle sue prime sculture nella piazza principale della città, un uomo su un piccolo promontorio osserva e contempla il mare, soprannominato il “Collezionista di Venti”.
Nel 2014, in occasione del Festival Oltre il Muro di Sapri realizza la scultura Site-Specific Pensieri (Thinkings). L’opera rappresenta un’umana necessità di niente, una generica assenza di pensiero: cerca di incoraggiare la generazione umana a pensare meno.
Nel 2016 la Soprintendenza archeologica della Puglia gli affida un progetto di valorizzazione e conservazione della Basilica paleocristiana di Siponto; Tresoldi realizza una ricostruzione dell'antica basilica paleocristiana utilizzando 500 metri quadrati di rete elettrosaldata zincata alta 14 metri e pesante 7 tonnellate. L'opera, intitolata "Dove l'arte ricostruisce il tempo", ha avuto ampio risalto internazionale incrementando notevolmente l'afflusso di turisti nel Parco Archeologico e ricevendo diversi riconoscimenti a livello nazionale, tra cui il Premio Speciale alla Committenza (la Soprintendenza Archeologica della Puglia e Segreteria Regionale MIBAC) della Medaglia d’Oro all’Architettura Italiana 2018.
Nell’estate 2017 partecipa, a Sapri, a Derive, progetto sperimentale dove arte, musica e poesia di fondono per interrogarsi - per quella prima edizione - sul tema dei ‘luoghi’. Edoardo Tresoldi realizza per l’occasione un’installazione di rete metallica, una vela, posta direttamente sul mare per accogliere la performance musicale dell’artista di origine sarda, Iosonouncane, e ripensare al contempo il rapporto tra pubblico e artista.
Il Festival di Coachella ha annunciato la sua partecipazione, insieme ad altri artisti visivi, alla 19ª edizione, dal 13 al 22 aprile 2018.
Nel 2020 realizza Opera sul lungomare di Reggio Calabria costituita da una serie di colonne realizzate sempre in rete metallica.
Nel 2021 si aggiudica il bando promosso dal Segretariato Regionale per la Puglia del Ministero della Cultura per gli interventi di tutela e valorizzazione del complesso monumentale di San Pietro nella città di Bari.